# روبن مارتینز (بازیکن فوتبال، زاده ۱۹۶۴)
روبن مارتینز (انگلیسی: Rubén Martínez؛ زادهٔ ۲۷ نوامبر ۱۹۶۴) بازیکن فوتبال، و سرمربی (فوتبال) اهل شیلی است. از باشگاه‌هایی که در آن بازی کرده‌است می‌توان به باشگاه فوتبال کولو-کولو اشاره کرد.